# 엄마의 노래
《엄마의 노래》는 2002년 4월 1일부터 이듬해 9월 14일까지 방영되었던 SBS의 아침연속극이다.
한편, 자신과 아이를 버린 전 남편과 재결합하려는 과정에서 더욱 복잡한 관계가 빚어지는 내용으로 비난을 샀다.

## 제작진
- 연출 : 허웅
- 극본 : 주은희

## 등장 인물
- 도지원(한명혜)
- 사미자(조순임)
- 홍수현(현수진)
- 최종환(이상욱)
- 서재경(우경)
- 박현숙(오경진)
- 김민수(강준기)
- 최수린(김윤숙)
- 신윤정, 오승은, 조선주, 김형범, 백승욱, 원숙희, 권오영, 김영철, 김수련, 장은비, 이상은, 김희정, 장항선